# Gonzalo Bilbao
Gonzalo Bilbao Martínez (Sevilla, 27 de mayo de 1860-Madrid, 4 de diciembre de 1938) fue un pintor costumbrista español de la escuela sevillana.

## Biografía
Hijo de un pudiente propietario sevillano y hermano del escultor Joaquín Bilbao, se inicia desde niño en el dibujo alentado por José Jiménez Aranda. Por exigencia de su padre, emprende los estudios de Derecho, que alterna con los de pintura así como con los de música (llegando a ser organista).
En 1880 termina los estudios de leyes, carrera que nunca llegó a ejercer, dedicándose desde entonces con exclusividad a la pintura. Su padre, en premio a sus excelentes resultados, le costea un viaje a Italia y a Francia junto al pintor José Jiménez Aranda. Durante su estancia en París, visitaron numerosos museos, galerías particulares y estudios de algunos artistas franceses y españoles que se hallaban pensionados en la capital francesa.
En Italia permaneció por espacio de tres años, estableciéndose en Roma, donde estuvo trabajando en compañía del pintor José Villegas Cordero y viajó por las diferentes capitales italianas (como Nápoles y Venecia), donde pintaba vistas urbanas y rurales.

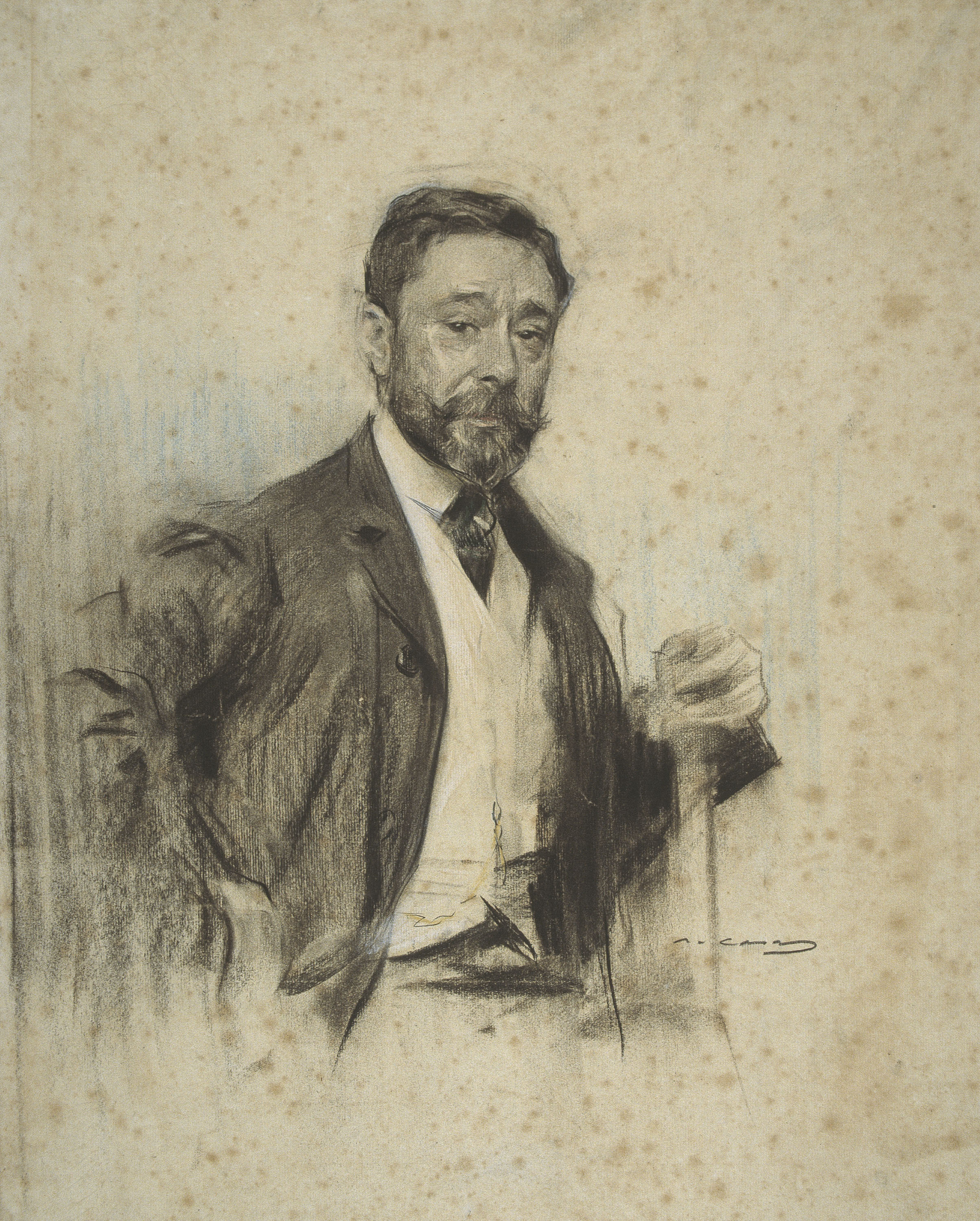
Retratado por Ramón Casas (Museo Nacional de Arte de Cataluña).

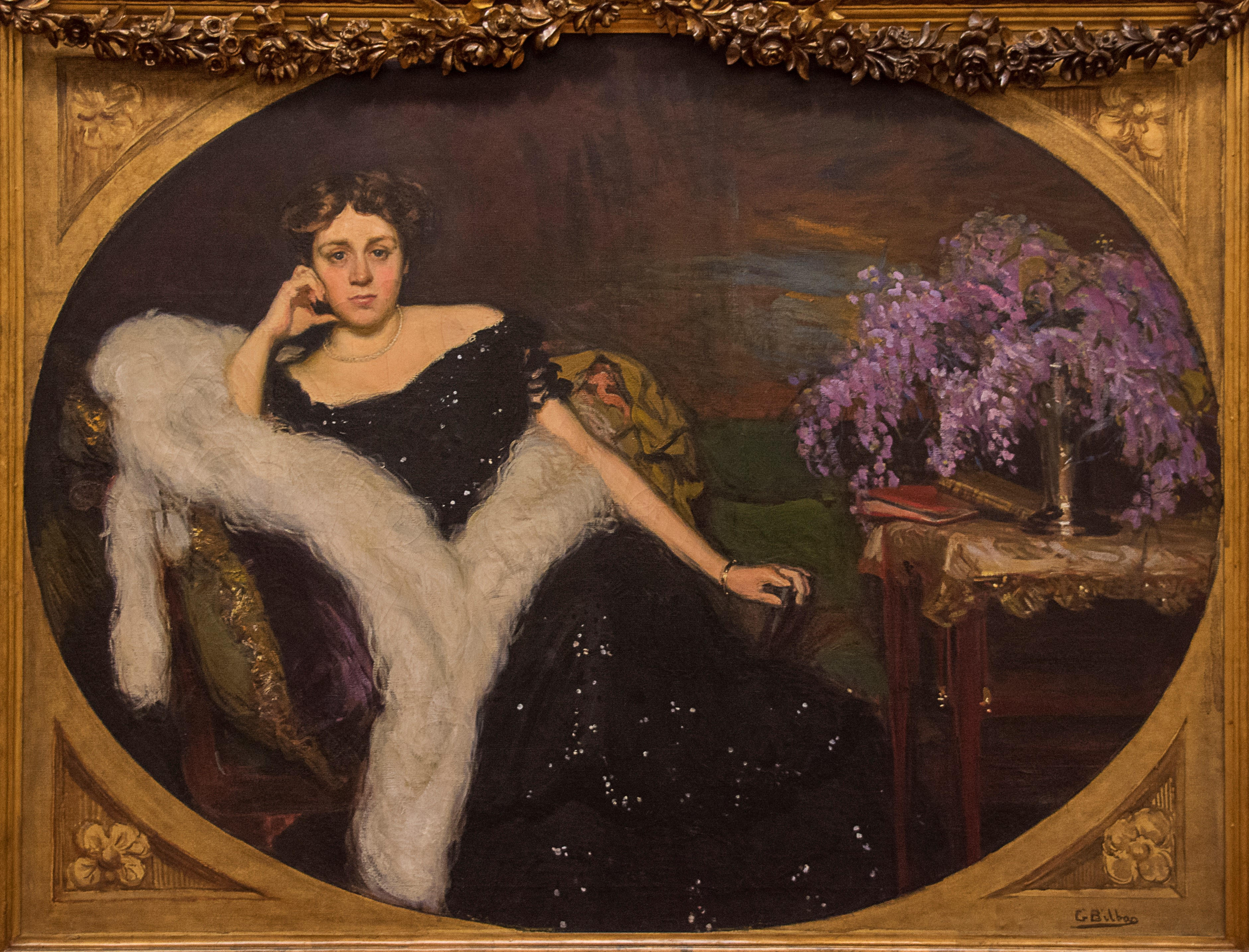
Retrato de María Roy esposa del pintor, 1890. Museo de Bellas Artes de Sevilla.

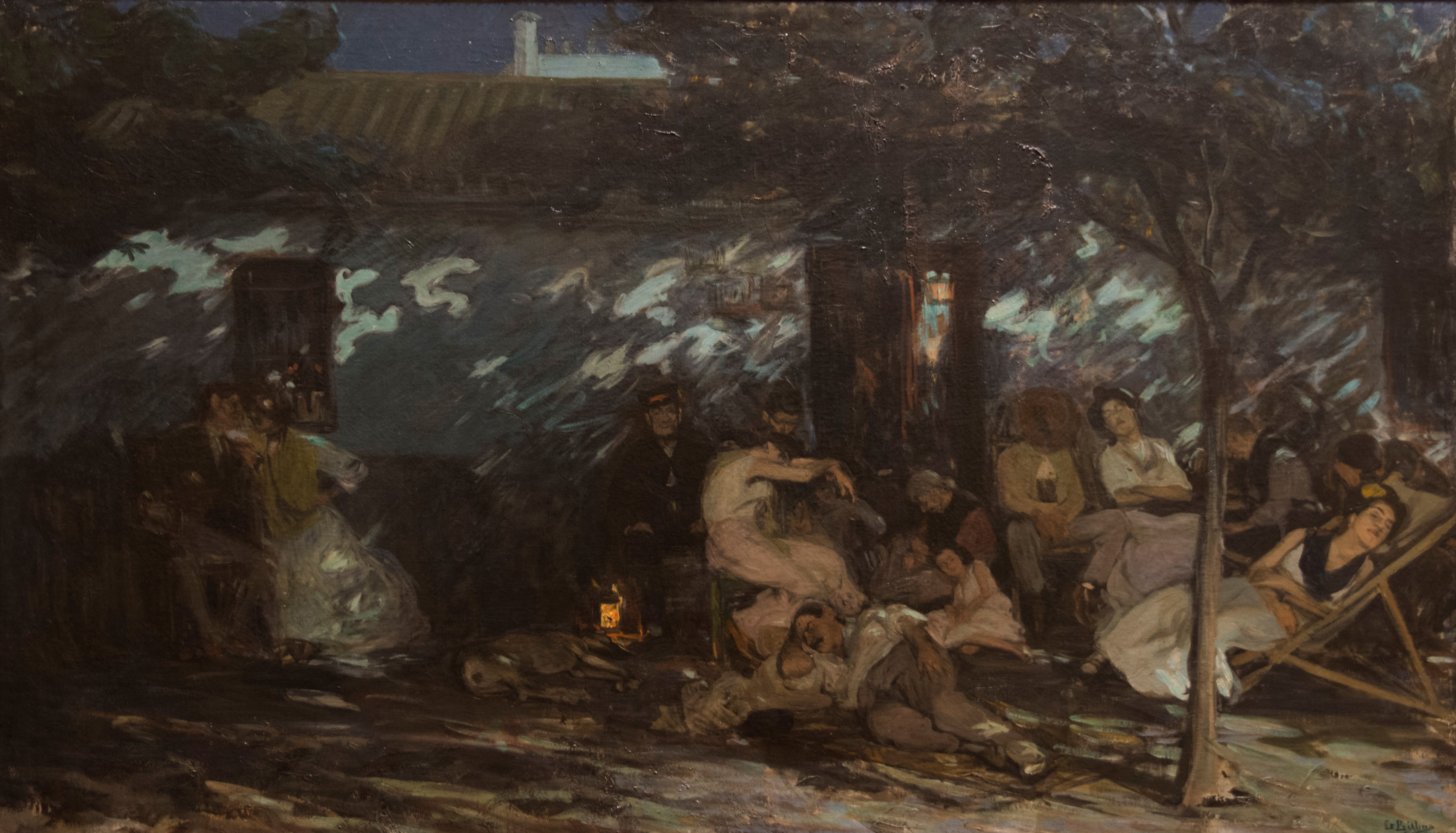
Noche de verano en Sevilla pintura de 1905. Museo de Bellas Artes de Sevilla.

En 1884 vuelve a España. Es entonces cuando entra en relación con Palmaroli, que le sirve de consejero. 
De vuelta de nuevo a España, su personalidad inquieta le impide acostumbrarse a la vida en Sevilla, de modo que se mueve constantemente por todo el territorio del país en busca de paisajes que pintar. Sus preferidos se encuentran en Toledo y Segovia.
No tardó en planear nuevos viajes, y emprende uno con Andrés Parladé para conocer Marruecos. De allí, en 1883, parte hacia París, donde se siente atraído por las últimas tendencias artísticas y también aprovecha para vender los cuadros que produjo en su estancia en Marruecos (también hizo venta de los mismos en Múnich). En Francia, se inició su interés por la nueva temática social, ante las nacientes tensiones entre proletariado y burguesía y los cambios políticos y filosóficos que el realismo va a reflejar. 
A su regreso a España, continuó su actitud viajera, se estableció un año de nuevo Italia, y, en España, visitó Fuenterrabía, Toledo y Jerez de la Frontera (Cádiz) entre otras ciudades.
Ejerció también de profesor de pintura, primero de modo particular y a partir de 1903 como sucesor de José Jiménez Aranda en la Real Academia de Bellas Artes de Santa Isabel de Hungría en Sevilla, siendo discípulos suyos, entre otros, Vázquez Díaz y Eugenio Hermoso. En 1904 contrajo matrimonio con María Roy Lhardy, hija de un banquero francés y madre suiza.
Hacia 1935, Gonzalo Bilbao fijó su residencia en Madrid, aunque mantuvo su taller en la capital andaluza y poco después fue nombrado académico de número de la Real Academia de Bellas Artes de San Fernando. A su muerte, su viuda donó al Museo de Bellas Artes de Sevilla una importante colección de sus obras, expuesta en parte una sala permanente en el mismo.
Le sucedió en la Real Academia de Bellas Artes de San Fernando de Madrid el pintor extremeño Eugenio Hermoso que había sido discípulo suyo en Sevilla.

## Medallas y recompensas
- 1887: El idilio (segunda medalla en la Exposición nacional de Bellas Artes).
- 1889: Tercera medalla en la Exposición Universal de París.
- 1891: Tercera medalla en la Exposición internacional de Barcelona.
- 1892: Un sombrajo de vacas (segunda medalla en la Exposición internacional de Bellas Artes).
- 1893: Medalla única en la Universal de Chicago.
- 1899: Mar de levante (primera medalla en la Exposición nacional de Bellas Artes).
- 1899: Medalla de oro en la Exposición internacional de Bellas Artes de Berlín.
- 1901: Diversas obras (primera medalla en la Exposición nacional de Bellas Artes).
- 1905: Medalla de oro en la Internacional de Múnich.
- 1910: Primera medalla en la Exposición Internacional de Buenos Aires.
- 1910: Primera medalla en la Exposición Internacional de Santiago de Chile.
- 1915: Primera medalla en la Exposición internacional de Bellas Artes de San Francisco.
- 1916: Primera medalla en la Exposición internacional de Bellas Artes de Panamá.

## Obras

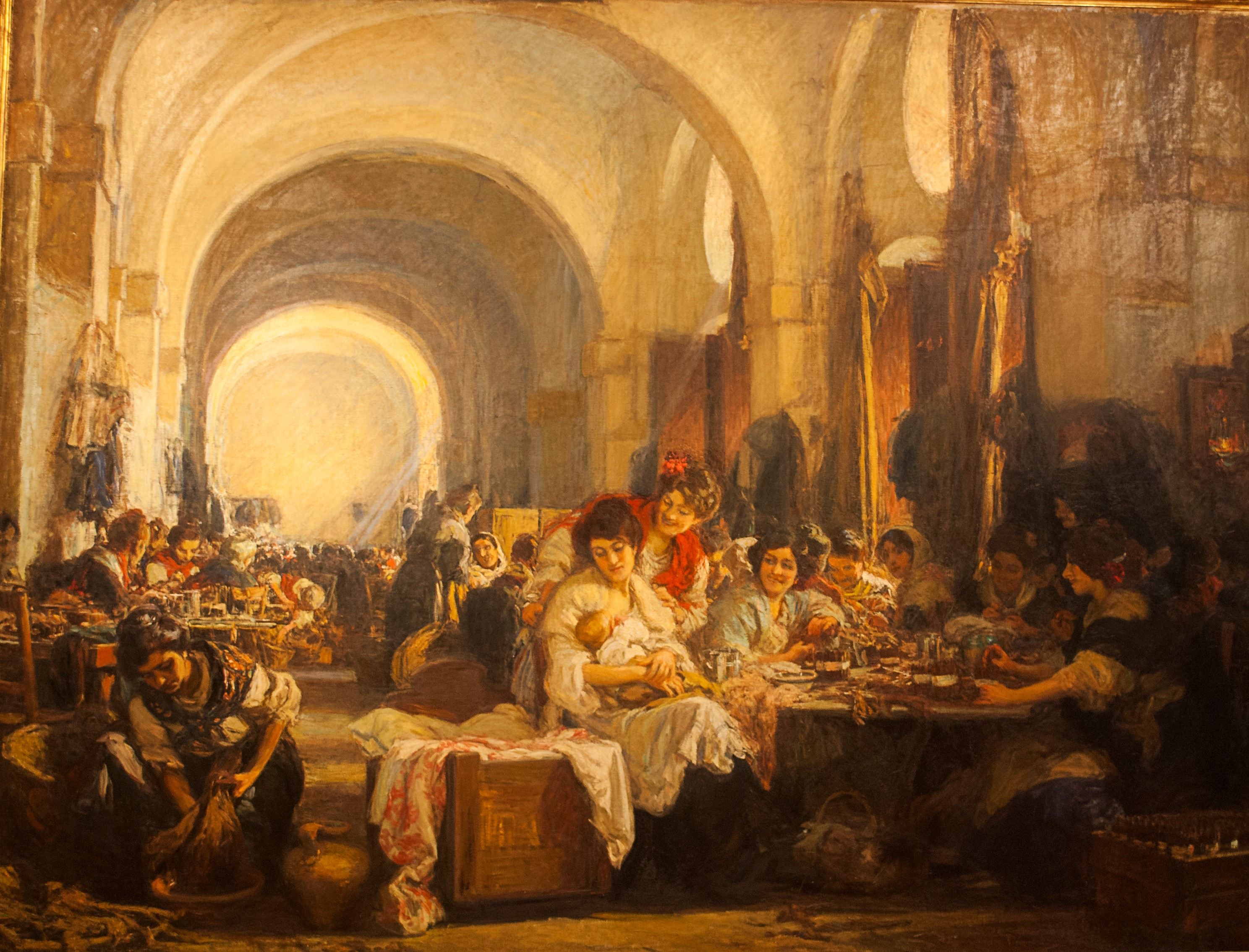
Las Cigarreras, pintado por Gonzalo Bilbao en 1915. Museo de Bellas Artes de Sevilla.

### Las cigarreras

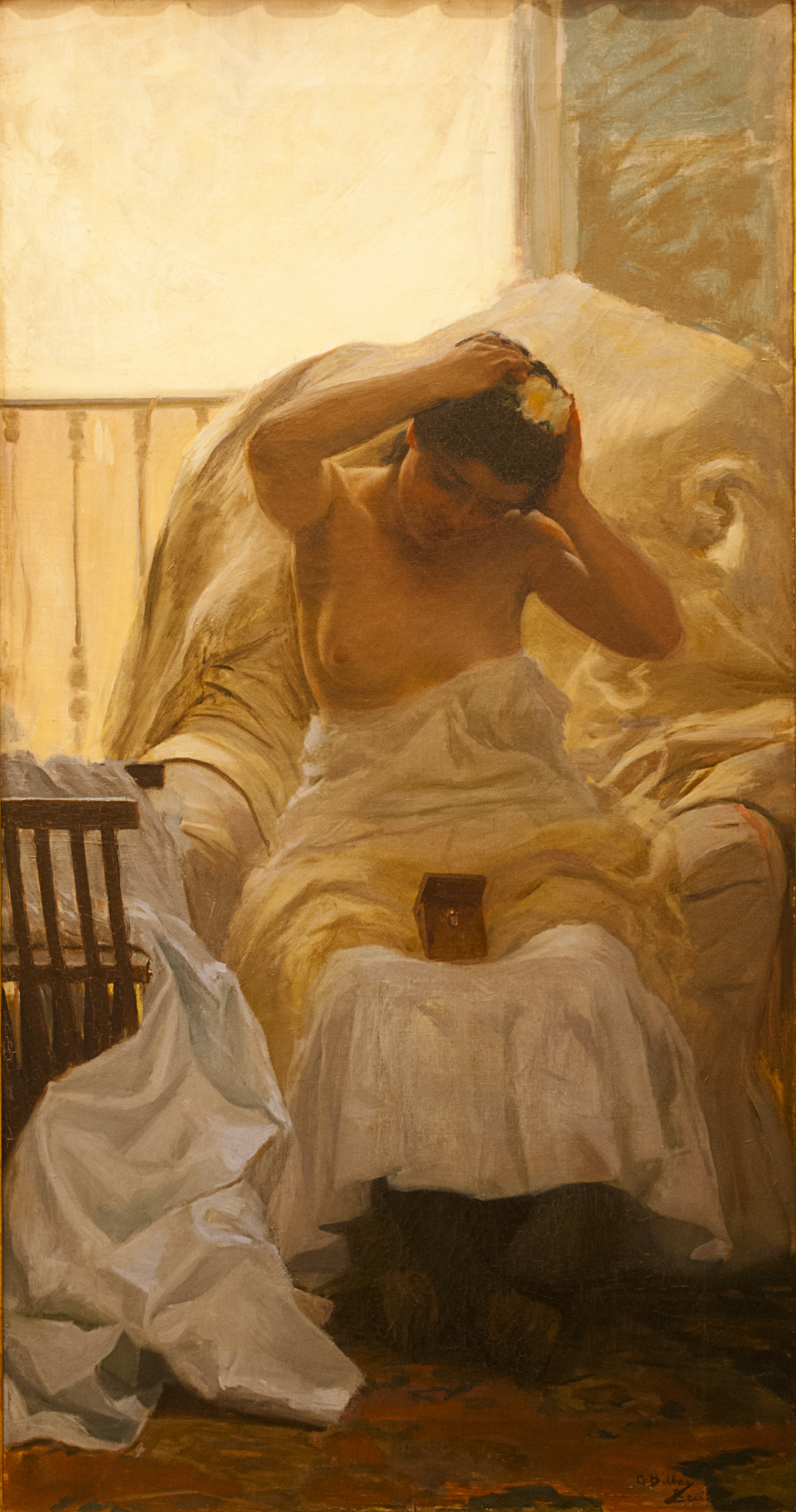
La Toilette pintura de 1911. Museo de Bellas Artes de Sevilla.

Las Cigarreras supone uno de los puntos culminantes de su carrera artística. Se trata del cuadro más popular y probablemente el más conocido del pintor. Fue terminado en 1915, y se conserva actualmente en el Museo de Bellas Artes de Sevilla, tras la donación de la familia del artista tras su muerte. Representa una estampa costumbrista, regionalista y simbolista al mismo tiempo.
Prosper Mérimée, en su novela Carmen, dibujó y describió el oficio de la cigarrera en el personaje central, la gitanilla Carmen. Parte de la narración está ambientada en la fábrica de tabacos de Sevilla.

### Otras obras
- 1890, Retrato de doña María Roy (recostada en el diván), Museo de Bellas Artes de Sevilla[3]
- 1891  	Retrato de María Luisa Ramos de Sánchez, Museo de Bellas Artes de Sevilla[3]
- 1895, La siega en Andalucía, Museo de Bellas Artes de Sevilla[3]
- 1899,  Las Madrecitas, Museo de Bellas Artes de Sevilla[3]
- 1900, En la Feria, Museo Carmen Thyssen Málaga
- 1900,  La Casta Susana, Museo de Bellas Artes de Sevilla[3]
- 1900,	Boceto de gitana, Museo de Bellas Artes de Sevilla[3]
- 1900  	Taller de bordadoras, Museo de Bellas Artes de Sevilla[3]
- 1902, La procesión de las Siete Palabras, Museo Carmen Thyssen Málaga
- 1905, Retrato de doña Elena Sánchez Pineda, Museo de Bellas Artes de Sevilla[3]
- 1905, Noche de verano en un barrio de Sevilla, Museo de Bellas Artes de Sevilla[3]
- 1905-1910, Claustro Mayor de la Merced, Museo de Bellas Artes de Sevilla[3]
- 1905,	Retrato de Ana Bilbao, Museo de Bellas Artes de Sevilla[3]

1905, "La limosna", Museo nacional de Bellas Artes, Chile.
- 1906, 	Retrato de Juan Ceballos, Museo de Bellas Artes de Sevilla[3]
- 1909  En busca de conquistas, Colección Belver
- 1910, Una muchacha con mantón, Museo Carmen Thyssen Málaga
- 1910  	La Toilette, Museo de Bellas Artes de Sevilla[3]
- 1910, Plaza de Zocodover (Toledo), Museo de Bellas Artes de Sevilla[3]
- 1913, Una bailaora, Museo Carmen Thyssen Málaga
- 1914, 	Retrato de D. José Gestoso y Pérez, Museo de Bellas Artes de Sevilla[3]
- 1914, A la romería de Torrijos, medalla de oro, otorgada por la "Pacific International Exposition", Museo Carmen Thyssen Málaga.[4]
- 1914, Retrato de doña Flora Bilbao (con mantilla), Museo de Bellas Artes de Sevilla[3]
- 1915  	Fray Diego de Valencina, Museo de Bellas Artes de Sevilla[3]
- 1918  	Retrato de doña Teresa Igual, Museo de Bellas Artes de Sevilla[3]
- 1923 Retrato de Fermín Alarcón de la Lastra, Museo de Bellas Artes de Sevilla[3]
- 1924 	Retrato de Pedro Ruiz Prieto, Museo de Bellas Artes de Sevilla[3]
- 1928, Marina (Costa Cantábrica), Museo de Bellas Artes de Sevilla[3]
- 1929, 	Retrato de don Alfonso XIII, Museo de Bellas Artes de Sevilla[3]
- 1931, 	Patio de los bojes, Museo de Bellas Artes de Sevilla[3]
- 1934, Retrato de Francisco Rodríguez Marín, Museo de Bellas Artes de Sevilla[3]
- Vista del Río Guadalquivir (s.f.), Museo Carmen Thyssen Málaga
- El descanso de los campesino (s.f.), Museo Carmen Thyssen Málaga
- Rosaleda (s.f.), Museo Carmen Thyssen Málaga